# James Graham, 2:e baronet
James George Robert Graham, 2:e baronet, född den 1 juni 1792, död den 25 oktober 1861, var en brittisk politiker.

## Biografi
Graham tillhörde underhuset 1818–1821, 1826–1837 och från 1838 till sin död, var i början ivrig whig, väckte 1826 stort uppseende genom sin frihandelsvänliga broschyr Corn and currency, blev 1830 förste amiralitetslord i Greys ministär och inlade stora förtjänster om parlamentsreformens genomdrivande. Graham avgick 1834 av missnöje med regeringens irländska politik och närmade sig småningom oppositionen. I Peels ministär ingick han 1841 som inrikesminister och blev som sådan oerhört impopulär genom den så kallade brevöppningsaffären 1844. Graham avgick med Peel 1846 och var efter dennes död (1850) "peeliternas" främste man, i vilken egenskap han 1852 som förste amiralitetslord ingick i Aberdeens koalitionsregering. 
Under Krimkriget var han outtröttligt verksam för flottans utrustning och underhåll samt drabbades inte personligen av klandret mot krigsförvaltningen, men han avgick dock 1855 som en demonstration mot parlamentets beslut att under pågående krig tillsätta en undersökningskommission. 1859 avböjde han att inträda i Palmerstons kabinett, men tog till det sista en verksam och inflytelserik del i underhusets förhandlingar. Graham var en synnerligen dugande administratör och skicklig, om också något pompös, i debatten; hans kyliga högdragenhet gjorde honom personligen föga omtyckt.